# Valentine (seriál)
Valentine je americký komediálně-dramatický televizní seriál, jehož autorem je Kevin Murphy. Premiérově byl vysílán v roce 2008 na stanici The CW. Natočeno bylo osm z třinácti objednaných dílů, z vysílání byl ovšem kvůli nízké sledovanosti stažen již po čtyřech epizodách. Zbývající díly byly odvysílány následující rok.

## Příběh
Rodina Valentineových žije v Hollywoodu, od ostatních se však liší tím, že všichni její členové jsou starověcí bohové, kteří se vydávají za smrtelníky. Jejich úkolem je pomáhat sbližovat spřízněné duše ostatních lidí. V moderní době však již jejich metody nejsou příliš efektivní, proto se matka rodiny Grace (Afrodita), rozhodne najmout autorku romantických románů Kate Providence, aby jim pomohla zlepšit jejich schopnosti.

## Obsazení
- Jaime Murray jako Grace Valentine / Afrodita
- Kristoffer Polaha jako Danny Valentine / Erós
- Christine Lakin jako Kate Providence
- Autumn Reeser jako Phoebe Valentine / Foibé
- Robert Baker jako Leo Francisci / Héraklés
- Patrick Fabian jako Ray Howard / Héfaistos
- Greg Ellis jako Ari Valentine / Arés

## Seznam dílů
| Č. v seriálu | Původní název    | Režie          | Scénář                         | Premiéra v USA    |
| ------------ | ---------------- | -------------- | ------------------------------ | ----------------- |
| 1            | Valentine        | Kevin Dowling  | Kevin Murphy                   | 5. října 2008     |
| 2            | Daddy's Home     | Kevin Dowling  | Kevin Murphy a Jennifer Schuur | 12. října 2008    |
| 3            | Act Naturally    | John Putch     | John J. Sakmar a Kerry Lenhart | 19. října 2008    |
| 4            | The Book of Love | David Warren   | Phoef Sutton                   | 26. října 2008    |
| 5            | Summer Nights    | Fred Gerber    | Melissa Byer a Treena Hancock  | 28. června 2009   |
| 6            | Hound Dog        | Bob Berlinger  | Coleman Herbert                | 5. července 2009  |
| 7            | She's Gone       | Kevin Dowling  | Dan Studney                    | 12. července 2009 |
| 8            | Only God Knows   | John Whitesell | Kevin Murphy a Flint Wainess   | 19. července 2009 |